# Algha Aūdany
Algha Aūdany är ett distrikt i Kazakstan.   Det ligger i oblystet Aqtöbe, i den västra delen av landet, 1 000 km väster om huvudstaden Astana.